# Jani Mäkelä
Jani Kalevi Kristian Mäkelä, född 21 oktober 1976 i Joutseno, är en finländsk politiker (Sannfinländarna). Han är ledamot av Finlands riksdag sedan 2015. Mäkelä är tradenom till utbildningen och har arbetat som systemexpert.
Mäkelä blev invald i riksdagsvalet 2015 med 6 102 röster från Sydöstra Finlands valkrets.

## Utmärkelser
- Riddartecknet av I klass av Finlands Vita Ros’ orden,  6 december 2023[3]

[Redigera Wikidata]